# Friedrich Moritz (Bentheim-Tecklenburg)
Friedrich Moritz von Bentheim-Tecklenburg (auch Friederich Mauritz) (* 27. Oktober 1653; † 13. Dezember 1710) war Graf von Tecklenburg, Graf von Limburg und Herr zu Rheda. In seine Zeit fällt die Besetzung Tecklenburgs durch Preußen und damit der Verlust des wichtigsten Besitzes.

## Familie
Er war das zehnte Kind des regierenden Grafen Moritz von Bentheim-Tecklenburg (1615–1674) und dessen Ehefrau Johanna Dorothea von Anhalt-Dessau (1612–1695). 
Friedrich Moritz von Bentheim-Tecklenburg heiratete 1689 in erster Ehe Sophia Theresia Gräfin von Ronow und Biberstein (* 10. Dezember 1660; † 24. Juli 1694). Das einzige Kind aus dieser 1. Ehe wurde nur ein Jahr alt:
- Moritz Albrecht (1690–1691)

Nach dem Tod der ersten Ehefrau heiratete er am 3. Januar 1696 Christina Maria zur Lippe-Brake (* 26. September 1673; † 31. Januar 1732 auf Haus Bosfeld). 
Aus der 2. Ehe gingen drei Kinder hervor:
- Johanna Louise (1696–1735) ⚭ 28. Dezember 1727 Karl Wilhelm zu Sayn-Wittgenstein-Berleburg († 1749)
- Sophie Amalie Dorothee (1698–1753), Äbtissin zu Elsey 1716–1753
- Moritz Kasimir I. (1701–1768), Erbe des Hauses Bentheim-Tecklenburg

## Leben
Seit 1666 studierte er in Heidelberg. Danach unternahm er seine Grand Tour unter anderem durch die Schweiz, Frankreich und Italien. Er trat dann in die Münstersche Armee des Bischofs von Münster Christoph Bernhard von Galen ein.
Danach trat er als Oberst in den dänischen Kriegsdienst ein. Zeitweise diente er auch dem Bischof von Münster Christoph Bernhard von Galen. Von seinem inzwischen regierenden Bruder bekam er eine Apanage. 
Er war im Jahr 1677 Chef eines Münsteraner Infanterie-Regiments, das Regiment wurde im Juli 1677 in Schonen in die dänische Armee übernommen. Im September 1677 war er am Angriff auf Rügen beteiligt. Am Anfang des Jahres 1679 wurden die münsterischen Hilfstruppen zurückgeholt und verließen Dänemark, darunter auch das tecklenburgische Regiment. Nur die Truppen, die im Januar den Eid auf den Dänischen König abgelegt hatten, verblieben. Am 20. März wurde er zum Chef eines von ihm geworbenen Regiments und am 10. Februar 1685 Chef des Regiments Prinz Frederik. Am 4. August 1686 erhielt er seinen Abschied aus dänischen Diensten.
Seit 1680 war er an der Herrschaft beteiligt und verwaltete die Grafschaft Limburg und einige niederrheinische Besitzungen. Er förderte die Drahtindustrie in Limburg auch, indem er 1709 der Siedlung Limburg Privilegien verlieh. Zur Wirtschaftsförderung gehörte auch, dass Friedrich Moritz die Ansiedlung von Juden erleichterte. 
Im Erbschaftsstreit mit dem Haus Solms-Braunfels hatte das Reichskammergericht 1686 entschieden, dass das Haus Bentheim-Tecklenburg drei Achtel der Grafschaft Tecklenburg und der Herrschaft Rheda und alle seit 1576, dem Beginn des Streits, gezogenen Nutzungen zu übergeben hätte. Sein Bruder Johann Adolf schloss mit der Familie Solms-Braunfels den Vergleich zu Lengerich, der tatsächlich die Herausgabe von Schloss Tecklenburg und drei Vierteln der Grafschaft Tecklenburg sowie einem Viertel der Herrschaft Rheda bedeutet. Daraufhin etablierte sich dort eine Solmsche Verwaltung. Die Tecklenburger zogen sich nach Rheda zurück. Friedrich Moritz erkannte dies nicht an und rief den Reichshofrat an. Dies geschah, obwohl das Reichskammergericht die Anrufung eines weiteren Gerichts ausdrücklich untersagt hatte. Möglicherweise war das Vorgehen unter den Brüdern aber auch abgesprochen. Das Reichskammergericht reagierte im Jahr 1700 mit einem Auxiliarmandat zur militärischen Durchsetzung seiner Entscheidung. Mit der Durchsetzung wurde Friedrich III. von Brandenburg beauftragt. Im Januar 1701 marschierte dessen Armee in Tecklenburg ein. Durch den Verlust des Stammlandes und des fast gleichzeitigen Todes seines Sohnes gebrochen, trat Johann Adolf seinem Bruder auch die Herrschaft über Rheda ab. Friedrich Moritz hat die beiden Töchter des Bruders finanziell entschädigt. Der Bischof von Münster als Lehnsherr erkannte die Übertragung von Rheda an. Nach dem Tod des Bruders übernahm er auch die übrigen Rechte.
Wilhelm Moritz von Solms, der stark verschuldet war, verkaufte 1707 seine Rechte an Tecklenburg an den König von Preußen. Der Reichshofrat hob 1715 das Urteil des Reichskammergerichts auf und entschied, dass Preußen das Land an das Haus Bentheim-Tecklenburg zurückzugeben habe. Allerdings fehlten die Machtmittel, um dies durchzusetzen.
Als Friedrich Moritz am 13. Dezember 1710 starb, übernahm zunächst seine Frau Christina Maria die Aufgaben der Regierung und übergab 1726 die Regentschaft an ihren Sohn Moritz Casimir I. (1701–1768).